# Latin lover
 (février 2025).
La mise en forme du texte ne suit pas les recommandations de Wikipédia : il faut le « wikifier ».
Les points d'amélioration suivants sont les cas les plus fréquents. Le détail des points à revoir est peut-être précisé sur la page de discussion.
- Les titres sont pré-formatés par le logiciel. Ils ne sont ni en capitales, ni en gras.
- Le texte ne doit pas être écrit en capitales (les noms de famille non plus), ni en gras, ni en italique, ni en « petit »…
- Le gras n'est utilisé que pour surligner le titre de l'article dans l'introduction, une seule fois.
- L'italique est rarement utilisé : mots en langue étrangère, titres d'œuvres, noms de bateaux, etc.
- Les citations ne sont pas en italique mais en corps de texte normal. Elles sont entourées par des guillemets français : « et ».
- Les listes à puces sont à éviter, des paragraphes rédigés étant largement préférés. Les tableaux sont à réserver à la présentation de données structurées (résultats, etc.).
- Les appels de note de bas de page (petits chiffres en exposant, introduits par l'outil «  Source ») sont à placer entre la fin de phrase et le point final[comme ça].
- Les liens internes (vers d'autres articles de Wikipédia) sont à choisir avec parcimonie. Créez des liens vers des articles approfondissant le sujet. Les termes génériques sans rapport avec le sujet sont à éviter, ainsi que les répétitions de liens vers un même terme.
- Les liens externes sont à placer uniquement dans une section « Liens externes », à la fin de l'article. Ces liens sont à choisir avec parcimonie suivant les règles définies. Si un lien sert de source à l'article, son insertion dans le texte est à faire par les notes de bas de page.
- La présentation des références doit suivre les conventions bibliographiques. Il est recommandé d'utiliser les modèles {{Ouvrage}}, {{Chapitre}}, {{Article}}, {{Lien web}} et/ou {{Bibliographie}}. Le mode d'édition visuel peut mettre en forme automatiquement les références.
- Insérer une infobox (cadre d'informations à droite) n'est pas obligatoire pour parachever la mise en page.

Pour une aide détaillée, merci de consulter Aide:Wikification.
Si vous pensez que ces points ont été résolus, vous pouvez retirer ce bandeau et améliorer la mise en forme d'un autre article.
 (février 2025).
Le contenu est difficilement compréhensible vu les erreurs de traduction, qui sont peut-être dues à l'utilisation d'un logiciel de traduction automatique.

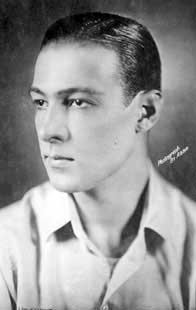
Rudolph Valentino, le « Latin lover » originel, qui illustrait parfaitement le type

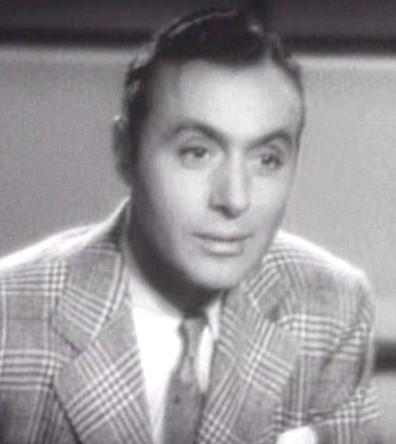
Charles Boyer, créateur du cliché "séducteur français"

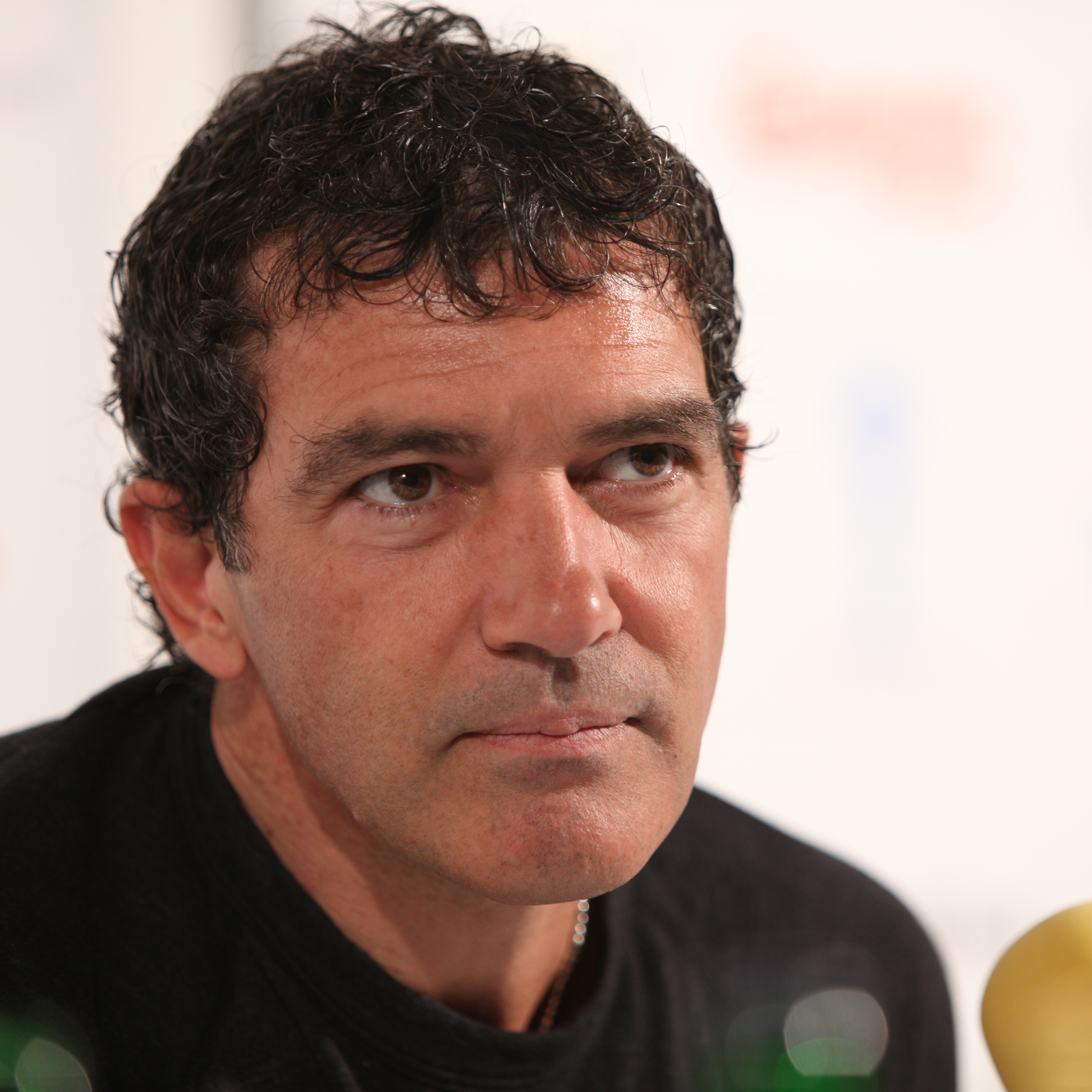
Antonio Banderas, l'une des dernières incarnations du type

Le Latin lover  est un personnage de base stéréotypé, en partie du vedettariat hollywoodien. Il est apparu pour la première fois à Hollywood dans les années 1920 et, en majeure partie, a perdu de sa popularité durant la Seconde Guerre mondiale. Avec le temps, le genre a évolué, développant diverses variantes locales et incorporant graduellement d'autres attributs que les caractéristiques physiques définies à l'origine.

## Caractéristiques
L'amant Latino était le premier type d'acteur masculin dans l'histoire du cinéma dont le comportement et le destin sont liés à ses relations amoureuses avec une femme, d'où le terme « amant ». Cependant, tel que le type était représenté au début, le terme « séducteur » serait plus approprié. Les  caractéristiques majeures décrivant le type comprennent :
- apparence ; il est toujours séduisant ou, selon les standards de l'époque, d'aspect différent ou atypique.
- comportement ; la façon dont il conquiert les femmes, dont il éblouit, dont il focalise l'attention, et certaines manières caractérisées par des débordements de passion, des danses, etc.
- type de rôles ; il s'agit généralement d'un romantique, d'un héros exotique et étranger, généralement d'une personne historique ou d'un personnage littéraire, souvent la victime d'une intrigue qui sous-entend la liaison vouée à l'échec.
- genre ; principalement des mélodrames, et s'il s'agit d'un autre type de film, il doit avoir des connotations mélodramatiques[1].

Quand il est apparu, le Latin Lover s'opposait au type de personnage masculin absolument dominant à Hollywood à l'époque, un homme d'action, qui représentait un combattant pour la justice, la liberté ou une autre cause. Dans le même temps, le latin lover fut le premier type non américain distinct. C'était le résultat de plusieurs facteurs : une crise de confiance en la suprématie du mâle consécutive aux horreurs de la Première Guerre mondiale, l'émancipation croissante des femmes, mais aussi les efforts d'Hollywood pour conquérir les marchés cinématographiques d'Europe, dont le public était alors jugé plus raffiné. Les attributs non américains du genre et le fait qu'un nombre notable d'acteurs européens ont déplacé leur carrière à Hollywood ont conduit certains historiens du cinéma, comme Enno Patalas, à préférer le terme « étranger » à celui d'« amant ».

## Origine
En raison de l'idée américaine de ce à quoi devrait ressembler un Latin Lover (cheveux noirs, teint plus foncé), les premiers représentants de ce type étaient en effet d'origine sud-européenne ou latino-américaine. Le premier était Rudolph Valentino, d'origine italienne. Le réalisateur George Fitzmaurice, qui a dirigé Valentino dans plusieurs de ses films, a joué un rôle très important dans le lancement du personnage du Latin Lover. Valentino est universellement considéré comme le représentant suprême du genre dans l'histoire du film. En 1921, Valentino joue dans Les Quatre Cavaliers de l'Apocalypse de Rex Ingram. Bien qu'il ne soit pas la vedette du film, car il joue un amant français tué durant la Première Guerre mondiale, il est devenu une star instantanée, en tant que"séducteur idéal" d'Hollywood. Bientôt, l’aura médiatique du "Latin lover" se développe autour de lui. Pour les fans féminines, il est devenu un symbole de masculinité, de passion et d'érotisme mystique, un séducteur qui conquiert les femmes juste en les fixant. Les cinéphiles masculins, en revanche, le considéraient comme artificiel, notant ses manières féminines et même son jeu d'acteur grotesque. Pourtant, Valentino, en tant que Latin Lover, fut la première star masculine à « amener les femmes à l'extase », car auparavant seules les homologues féminines, les femmes fatales, existaient dans les films hollywoodiens.
Malgré les attaques continues de la presse à scandale, lesquelles incluaient des accusations d'homosexualité et de "lesbianisme" qui orientaient sa carrière, les films de Valentino ont rapporté des sommes d'argent sans précédent. Symbole de ce qu'un amoureux pouvait être et à quoi il pouvait ressembler dans les années 1920, son énorme popularité était renforcée par sa vie personnelle hors du commun et par le fait qu'il était la première star masculine dont la vie privée était comparée à celle des personnages qu'il incarnait. Le mythe de Valentino a été scellé par sa mort prématurée à l'âge de 31 ans, suivie d'une hystérie massive et d'évanouissements des fans et de ses collègues actrices, de funérailles gigantesques avec près de 100 000 personnes et des suicides présumés de plusieurs femmes. D'autres acteurs catalogués dans ce type de rôle suivront, tels que Ramon Novarro, Ricardo Cortez, Antonio Moreno, Gilbert Roland, Rod La Rocque et Adolphe Menjou, les premiers à avoir apporté une certaine dose de cynisme au genre.
À mesure que les Latin Lovers ont rapidement gagné en popularité auprès du public, les caractéristiques « non-latines » ont augmenté, donc les variations de ce type se sont développées, ce qui a rendu l'utilisation du terme "étranger" au lieu de "amant" plus acceptable. En Grande-Bretagne, l'initiateur fut Ivor Novello, et Ronald Colman y ajouta l'anglicité, créant ainsi le type de gentleman anglais. Les variétés d'Europe centrale et d'Allemagne locale ont été présentées respectivement par Erich von Stroheim et Conrad Veidt, tandis qu'un exemple russe très populaire était Ivan Mosjoukine.
Quant aux acteurs américains de la dernière période du muet, presque sans concurrence avec d'autres acteurs, le style était incarné par John Barrymore et John Gilbert. À l'époque du cinéma sonore, les acteurs américains les plus populaires du genre étaient William Powell, Fredric March, Melvyn Douglas ainsi que Robert Taylor et Tyrone Power qui ont connu un succès commercial considérable . Le cliché du « séducteur français » a été créé par Charles Boyer, tandis que les acteurs britanniques populaires, avant la Seconde Guerre mondiale, incluent Laurence Olivier, Leslie Howard, Robert Donat, David Niven et James Mason. Les Britanniques ont en général ajouté beaucoup plus de réalisme au type, tandis que Mason représentait un dérivé un peu « sadique ». Massimo Girotti était une version italienne.
Bien que des acteurs comme Douglas Fairbanks et Anthony Quinn soient parfois placés dans cette catégorie,, ils appartenaient en réalité au type aventurier ou spadassin.

## Après la Seconde Guerre mondiale
L'émergence de la guerre a rendu le genre totalement obsolète, de sorte qu'après la fin de la guerre, seuls de rares acteurs sont apparus dans ce style, et encore, juste pendant une courte période de leur carrière : Louis Jourdan et Gérard Philipe à la fin des années 1940, Tony Curtis et Rossano Brazzi dans les années 1950 et Omar Sharif à la fin des années 1960. Marcello Mastroianni a fait un peu de comédie mais l'a aussi très efficacement évoqué et parodié dans plusieurs films, alors qu'il n'a été que partiellement représenté par Robert Redford, Burt Reynolds, Gérard Depardieu et Michael York dans les années 1970. Cependant, le genre a survécu jusqu'aux années 1980 dans le cinéma sud-américain et a été relancé dans une certaine mesure dans les années 1990 avec Antonio Banderas.
D'autres Latin lovers du cinéma mondial, partiellement ou tout au long de leur carrière, incluent Warner Baxter, Iván Petrovich, Pierre Blanchard, George Raft, Cesar Romero, Fernando Lamas, Ricardo Montalbán, Sal Mineo, John Gavin, George Hamilton,,, Jean-Paul Belmondo, Alain Delon, Al Pacino, Sylvester Stallone, John Travolta, Andy García, Olivier Martinez et Vincent Perez.
Au fil du temps, le terme s'est répandu à d'autres arts, comme la musique, avec comme représentants typiques père et fils Julio Iglesias et Enrique Iglesiass.

## Lectures complémentaires
- Enno Patalas, Sozialgeschichte des Stars, Hambourg, 1963.